# Mansyu Ki-98
Mansyu Ki-98 — проєкт винищувача Імперської армії Японії періоду Другої світової війни.

## Історія створення
У 1942 році командування Імперської армії Японії сформулювали технічні вимоги на розробку нових літаків, в тому числі, штурмовиків. На роль нового штурмовика були запропоновані Kawasaki Ki-102 та розробка фірми Mansyu, яка отримала позначення Ki-98.
Це мав бути літак нетрадиційної схеми — одномоторний двобалковий фюзеляж зі штовхаючим гвинтом, оснащений двигуном повітряного охолодження Mitsubishi Ha-211-III. Шасі було тристійкове. Озброєння складалось з двох 20-мм гармат «Ho-5» та однієї 37-мм гармати «Ho-204».
Армійське командування схвалило проєкт, і він був запущений у роботу. Креслення були готові влітку 1943 року, до кінця року був збудований дерев'яний макет. На початку 1944 року макет був відправлений в Японію для продувки в аеродинамічній трубі. Аеродинамічні випробування пройшли успішно, і фірма розпочала підготовку до виготовлення прототипу. Але через складну військову ситуацію частина працівників фірми була залучена до виготовлення серійних машин або переведена на інші фірми, що сповільнило роботи.
Навесні 1944 року армійське командування розпорядилось адаптувати Ki-98 у висотний винищувач, що ще більше сповільнило роботи, оскільки в конструкцію слід було внести ряд суттєвих змін. Зокрема, довелось використовувати двигун Mitsubishi Ha-211 Ru з турбокомпресором, який був суттєво більшим, тому довелось збільшити розмір фюзеляжу. Через більший діаметр гвинта довелось рознести балки на більшу відстань, що потягло за собою зміни в конструкції крила. А через збільшення маси літака слід було підсилити планер.
Змінений проєкт був готовий у жовтні 1944 року, після чого почалось будівництво фюзеляжу. Планувалось, що прототип буде готовий до льотних випробувань на початку 1945 року, але наліт американської авіації на Харбін 7 грудня 1944 року завдав значних руйнувань фірмі. Роботи з будівництва прототипу розпочались в середині січня 1945 року.
На початку серпня 1945 року фюзеляж, крила та хвостове оперення були готові до монтажу, але 9 серпня СРСР оголосив війну Японії та розпочав бойові дії в Маньчжурії. Оскільки фронт наближався дуже швидко, на фірмі було вирішено знищити всю документацію, моделі, макети та вже готові частини Ki-98.

## Тактико-технічні характеристики

### Технічні характеристики
- Екіпаж: 1 особа
- Довжина: 11,40 м
- Висота: 4,29 м
- Розмах крил: 11,26 м
- Площа крил: 23,99 м²
- Маса пустого: 3 500 кг
- Маса спорядженого: 4 500 кг
- Двигуни: 1 х Mitsubishi Ha-211 Ru 1
- Потужність: 2 200 к. с.

### Льотні характеристики
- Максимальна швидкість: 730 км/г
- Крейсерська швидкість: 654 км/г
- Дальність польоту: 1 249 км
- Тривалість: 2 г 15 хв на швидкості 499 км/г
- Практична стеля: 10 000 м

### Озброєння
- Гарматне: 1 x 7,7-мм кулемет
  - 1 x 37-мм гармата «Ho-204»
  - 2 x 20-мм гармати «Ho-5»